# Ilgın
Ilgın este un oraș din Turcia.